# Archipiélago Las Aves
El archipiélago de Las Aves pertenece a la República Bolivariana de Venezuela, de aproximadamente 3,35 km² (o 335 hectáreas) administrado como una de las dependencias federales venezolanas, ubicado entre Bonaire al oeste y el archipiélago Los Roques al este, al norte de los estados venezolanos de Aragua y Carabobo (12°00′N 67°40′O / 12.000, -67.667). En la actualidad tiene importancia principalmente para la pesca y por el mar territorial y zona económica exclusiva que generan para Venezuela, de allí que tenga relevancia estratégica al constituir uno de los puntos fronterizos del país en el mar Caribe.

## Historia

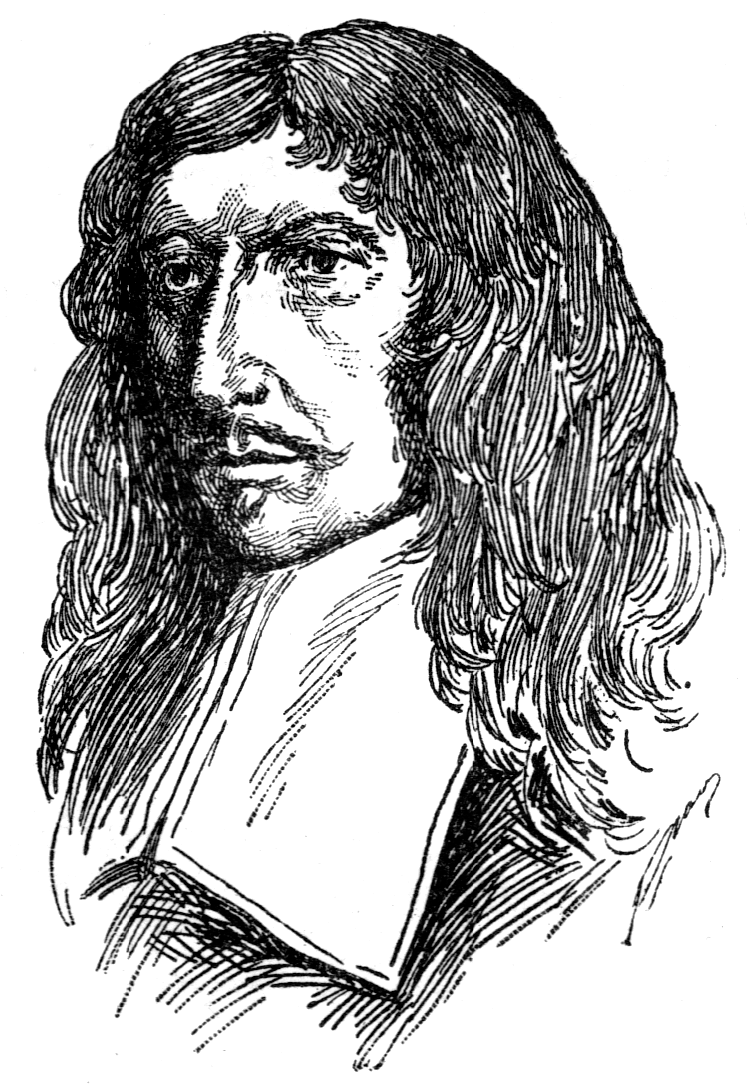
Vicealmirante Jean d'Estrees

El archipiélago es conocido por sus naufragios, en especial por uno de importancia que se produjo en 1678 cuando una flota de guerra francesa bajo el mando del vicealmirante conde Jean II d'Estrées, que se disponía a ocupar la colonia holandesa de Curazao (cercana a Las Aves) se fue a pique en aguas del archipiélago.
En total se hundieron 17 barcos (es decir casi todos los navíos de esa flota). Desoyendo recomendaciones de sus pilotos d'Estrées había pasado por el vecino archipiélago de los Roques, cuando una pequeña flota neerlandesa tratando de proteger sus colonias zarpó hasta Las Aves para defenderse del ataque francés. Los neerlandeses maniobraron en la laguna central de Las Aves tratando de simular luces que hiciesen parecer al archipiélago parte de Bonaire, la intención era atraer a los franceses, quienes encabezados por su buque insignia Le Terrible fueron directamente hacia el arrecife de coral.
Le Terrible no pudo evitar el arrecife, d'Estrées ordenó que dispararan armas de fuego para advertir al resto de la flota, pero las tripulaciones de los otros buques pensaban que estaban bajo ataque de los neerlandeses y corrieron en su ayuda. Uno a uno, el resto de los buques de la flota golpearon el arrecife y se hundieron. Se estima que 500 marineros se ahogaron.
Existen en las islas ruinas construidas en el siglo XIX, relacionadas con la explotación de guano para su exportación a Europa.
Desde 1938 el archipiélago Las Aves forma parte de las dependencias federales mediante su inclusión en la ley respectiva hasta que en octubre de 2011 es integrado al territorio insular Miranda, una subdivisión de las Dependencias Federales con capital en Los Roques.

## Islas integrantes
El archipiélago está formado principalmente por dos complejos arrecifales:
- Aves de Barlovento, el grupo oriental, un arrecife con 8 km diámetro y tres cayos en el suroeste, entre ellas:

| Nombre                  | Superficie | Perímetro | Coordenadas                                 |
| ----------------------- | ---------- | --------- | ------------------------------------------- |
| Isla Aves de Barlovento | 87 ha      | 8,29 km   | 11°56′43″N 67°25′51″O / 11.94528, -67.43083 |
| Isla Tesoro             | -          | -         | -                                           |
| Cayo Bubi               | -          | -         | -                                           |
| Cayo de Las Bobas       | -          | -         | -                                           |

- Aves de Sotavento, el grupo occidental, con un cayo cubierto con manglar, en el sur:

| Nombre                 | Superficie | Perímetro | Coordenadas                                 |
| ---------------------- | ---------- | --------- | ------------------------------------------- |
| Isla Aves de Sotavento | 226 ha     | 14,08 km  | 11°58′36″N 67°39′26″O / 11.97667, -67.65722 |
| Isla Larga             | -          | -         | -                                           |
| Cayo Tirra             | -          | -         | -                                           |
| Isla Saquisaqui        | -          | -         | -                                           |
| Cayos de La Colonia    | -          | -         | -                                           |
| Isla Maceta            | -          | -         | -                                           |
| Cayo Sterna            | -          | -         | -                                           |

En total, hay 13 cayos en ambos grupos.

## Geografía
Posee 335 hectáreas, por su ubicación en el mar Caribe las islas gozan de un clima y vegetación propios de las áreas secas marinas, sus costas se pueden clasificar en 2 tipos: una formada por aguas apacibles con playas de arena blanca y otra del lado contrario con costas que reciben un fuerte golpe del oleaje.
Junto con Los Roques conforman los únicos atolones del Mar Caribe.

## Demografía
El archipiélago de las Aves se encuentra prácticamente deshabitado, solo posee una población flotante de pescadores que en determinadas épocas del año se instalan en las islas, en algunos casos construyen pequeñas rancherías que usan para sus actividades pesqueras.